# Anselmo da Havelberg
Anselmo di Havelberg (Liegi, 1099 – Milano, 12 agosto 1158) è stato un arcivescovo cattolico tedesco.

## Biografia
La data di nascita di Anselmo non è nota. Margravio di Brandeburgo e fratello di Alberto l'Orso, e compì gli studi con la guida di Radulfo di Laon. Divenne canonico regolare premostratense e la tradizione lo vuole allievo di Norberto di Xanten. Nel 1129 fu consacrato vescovo di Havelberg. La diocesi però era allora devastata dagli Slavi e dai Venedi, sicché egli non poté raggiungere la sua residenza e rimase qualche tempo ospite del vescovo di Hildesheim. Vi si recò nel 1131, quando Lotario II ebbe sottomesso i ribelli. Tra il 1144 ed il 1150 fondò il capitolo nella sua cattedrale, che affidò ai monaci premostratensi, eresse il monastero di Jerichow, e popolò le campagne deserte con colonie trasportatevi a buone condizioni dalle Fiandre. Prestò servizio diplomatico per tre sovrani: Lotario III, Corrado III e Federico Barbarossa. Inviato da Lotario II come legato in Oriente, fu a Costantinopoli e Tessalonica, e, dietro sollecitazione dell'imperatore di Bisanzio, discusse con l'arcivescovo Niceta di Nicomedia (3 aprile 1136) e con quello di Tessalonica Basilio di Acrida le divergenze fra la fede cattolico-romana e quella greco-bizantina, delle quali discussioni rese conto nella sua opera Anticimenon (nota anche come Dialoghi). Nel 1147 fu nominato legato papale alla crociata dei Venedi. Nel 1155 divenne arcivescovo di Ravenna, ma, seguito Federico Barbarossa a Milano, rimase ucciso nell'assedio della città il 12 agosto 1158.

## Opere
Uomo di alto sapere e di straordinaria operosità, Anselmo da Havelberg ha lasciato numerose opere. Si ricordano di lui i Dialogorum adversus Graecos libri III, che riferiscono le lunghe discussioni coi Bizantini; il Liber de ordine canonicorum regularium e l'Epistola apologetica pro ordine canonicorum regularium, in difesa dei seguaci di San Norberto, suo maestro; il Tractatus de ordine pronuntiandae litaniae ad Fridericum Magdeburgensem, e alcune lettere.

## Genealogia episcopale
La genealogia episcopale è:
- Vescovo Hartwig di Meißen
- Arcivescovo Rudigar von Baltheim
- Vescovo Udo von Thüringen
- Arcivescovo Norberto di Xanten
- Arcivescovo Anselmo da Havelberg, O.Praem.